# NGC 7322
NGC 7322 (również NGC 7334 lub PGC 69365) – galaktyka spiralna (S0-a), znajdująca się w gwiazdozbiorze Żurawia.
Odkrył ją John Herschel 30 sierpnia 1834 roku. 23 października 1835 roku obserwował ją ponownie, nie był jednak pewien, czy to ten sam obiekt i dlatego w swoim późniejszym katalogu skatalogował galaktykę dwukrotnie. John Dreyer w New General Catalogue skatalogował obie obserwacje Herschela jako NGC 7322 i NGC 7334, zamieścił jednak uwagę, że być może jest to ten sam obiekt.